# Sweetwater: A True Rock Story
Sweetwater: A True Rock Story (br: Na Estrada do Rock) é um filme musical e biográfico, baseado na história real da banda de rock psicodélico de Los Angeles, Sweetwater, que ficou marcada por ter sido a primeira banda a se apresentar no lendário Festival de Woodstock em 1969.
Foi produzido pelo canal VH1 em parceira com a Paramount Pictures e distribuido no Brasil pela CIC Vídeo. O roteiro foi escrito por Victoria Wozniak e supervisionado pelos próprios integrantes da banda Sweetwater. O filme é estrelado por Amy Jo Johnson que dá vida a Nansi Nevins, a famosa vocalista da banda, e canta as músicas que aparecem na produção. As músicas são regravações de sucessos da Sweetwater, como Motherless Child.
Uma das cenas clássicas do filme é apresentação da banda no Festival de Woodstock para mais de 500 mil pessoas.

## Sinopse
Este drama musical relata a verdadeira história da banda Sweetwater, que se tornou lenda após abrir a primeira edição o Festival de Woodstock e desapareceu sem maiores detalhes.
O filme começa trinta anos depois do desaparecimento da banda, quando a jornalista Cami Carlson (Kelli Williams) é obrigada a produzir um documentário sobre o que aconteceu com a Sweetwater e com seus integrantes, tudo para não perder seu emprego. Ela então decide partir em busca dos ex-integrantes e no decorrer das reportagens descobre que o fim da banda está ligado ao desaparecimento da vocalista, Nansi Nevins (Amy Jo Johnson), a maior estrela do grupo. Cami começa a procurar por pistas de Nansi e acaba encontrando Alex (Kurt Max Runte), um dos criadores da banda, que agora trabalha com construções e tinha abandonado sua carreira de músico há muitos anos. Ele acha melhor não revelar como terminou a banda Sweetwater, mas conta para como ela começou. A partir daí, iniciam-se os flashbacks que revelam como Nansi Nevins se juntou ao grupo de rapazes liderados por Alex, contrariando sua mãe, para a formação da banda. É mostrada a relação de confiança e amor que envolveu Nansi e Alex, a amizade dos integrantes, os shows, as turnês e como a banda atingiu o auge do sucesso tocando para mais de 500 mil pessoas no Festival de Woodstock.
Por fim, antes de terminar o quebra-cabeça que envolve a história da banda, Cami consegue encontrar pessoalmente a famosa Nansi Nevins, que relembra dolorosamente uma devastadora tragédia que acometeu a banda.

## Elenco
- Amy Jo Johnson como Nansi Nevins
- Kelli Williams como Cami Carlson
- Adam Ant como Todd Badham
- Kurt Max Runte como Alex Del Zoppo
- Michelle Phillips como Nansi Nevins (atual)
- John Payne como J.D. Simon
- Zak Santiago como Jorge Alam
- Robert Moloney como Fred Herrera
- Michelle Beaudoin como Rita Spiridakis
- Michael Rawlin como Ian Rawlins
- Trevor Roberts como lan Malarowitz
- Frederic Forrest como Alex Del Zoppo (atual)
- Terry David Mulligan como Fred Herrera (atual)
- Babs Chula como Rita Spiridakis (atual)
- Ingrid Tesch como Mary Nevins
- Mark Murphy como Benny Hartman
- Erin Wright como Janis Joplin
- Lynda Boyd como Alice Belzer

## Produção
Em 1999, o canal musical VH1 anúnciou que estaria ingressando na produção de filmes. O objetivo inicial era o foco em filmes músicais biográficos, sendo histórias reais de nomes da música. A história drámatica e pouco conhecida da banda Sweetwater e principalmente de sua vocalista, chamou atenção do canal VH1 e principalmente da Paramount Pictures, que se juntou ao canal para a produção do filme. Logo, o VH1 confirmou que o primeiro filme "Movies That Rock" seria sobre banda Sweetwater. Partindo da história de Nansi, uma menina normal, super-protegida pela mãe e que vai para um mundo totalmente diferente do que ela conhecia, virando a vocalista de uma banda de rock e enfrentando seus altos e baixos, o filme revelaria o motivo de a banda ter acabado em tão pouco tempo.
O roteiro do filme foi baseado no relato dos próprios integrantes e as gravações aconteceram em Los Angeles e Vancouver. Para o papel de Nansi Nevins, foi escolhida a atriz Amy Jo Johnson, na época no ar em Felicity.  A escolha de Amy para o papel também ajudou a produção musical que desde o inicio tinha a intenção de que a protagonista fosse também uma cantora na vida real. Como co-protagonista foi escalada a atriz Kelli Williams, na época no ar em The Practice. A atriz e cantora Michelle Phillips, ex-vocalista do grupo The Mamas & the Papas, também foi escalada, ficando com o papel de Nansi Nevins mais velha.
As filmagens começaram em janeiro de 1999 em Los Angeles na Califórnia. Todo o figurino e visual dos atores foi adaptado para o conceito hippie do final dos anos 60. Os carros utilizados no filme também são referentes ao ano dos acontecimentos. Para a cena do Festival de Woodstock, foram utilizadas filmagens da época do festival, junto com novas gravações. Foi construído um palco semelhante ao que existia no festival, onde Amy e os demais atores representaram a apresentação da banda. Já as cenas da platéia vista de cima, ou até mesmo dos lados, são cenais reais das mais de 500 mil pessoas que estavam no festival.

## Músicas
Para a trilha sonora do filme, foram escolhidas as principais músicas da banda Sweetwater. Para passar mais realidade e maior identificação com o filme, o produtores decidiram que Amy Jo Johnson, com sua semelhança vocal com a verdadeira Nansi Nevins, colocaria sua voz nas músicas originais da banda, que tinham sido lançadas originalmente em formato LP.
Amy Jo Johnson fez a voz principal nas canções Motherless Child, In a Rainbow, Two Worlds, Why Oh Why e Day Song. Já com os outros integrantes da banda, ela canta What's Wrong e Just For You. Amy ainda escreveu uma música especialmente para o filme, chamada First Love. Ela foi usada para representar a música de trabalho da carreira solo de Nansi Nevins, já que os direitos do trabalho solo dela não foram concedidos pela Tom Cat Records/RCA. As faixas foram produzidas e mixadas pelo produtor musical Mark Hudson.
Outras canções que não pertenciam a Sweetwater foram incluídas na trilha sonora, como Crimson and Clover, um dos maiores sucesso dos anos 60, na voz de Tommy James e a inédita Sunny Day, da cantora Leah Andreone.

## Cenas das músicas
As músicas se encaixaram em diversas cenas do filme:
- Sunny Day (Leah Andreone) - Aparece em uma das primeiras cenas do filme, quando Cami entra no escritório da rede de televisão em que trabalhava e recebe a proposta de um novo documentário. A canção serve também para sinalizar qual o ano atual da história.
- Motherless Child - Interpretada por Nansi Nevins no bar onde ela conhece os integrantes da Sweetwater.
- Crimson and Clover (Tommy James) - Usada como música de fundo na cena onde Nansi Nevins encontra Alex e Fred em uma loja de discos.
- What's Wrong - Primeiro é usada quando a banda está ensaiando dentro da casa de Alex. Depois é interpretada pela banda em uma apresentação em Los Angeles onde são descobertos pelo produtor Todd Badham.
- Why Oh Why - A banda canta a canção "Why Oh Why" na abertura de um show para a Big Brother and the Holding Company de Janis Joplin.
- Two Worlds - Usada como música de fundo nas cenas das viagens e das turnês da banda. Também é interpretada na cena do show no Miami Pop Festival.
- Motherless Child - Cantada pela banda em sua apresentação no Festival de Woodstock.
- In a Rainbow - Cantada pela banda em sua primeira apresentação na televisão e depois na cena do acidente.
- Just For You - Nansi Nevins tenta cantar "Just For You" no estúdio, mas não consegue finalizar a música devido ao problema em suas cordas vocais.
- First Love - Em sua carreira solo, Nansi toca no piano para Todd e depois ela grava a canção em um estúdio. Também conhecida como "Sifting Sand", ela também aparece como música de fundo na sessão de fotos de Nansi.
- Day Song - Nansi aparece tocando "Day Song" no piano, ao lado de sua irmã.
- Motherless Child - Interpretada por Michelle Phillips, quando Nansi volta a cantar com a banda e por Amy Jo Johnson, na última cena do filme.
- In a Rainbow - Em sua segunda aparição, é usada durante os créditos do filme.

## Recepção/Lançamento
Com título de "Sweetwater: A True Rock Story", o filme teve sua estréia no dia 15 de Agosto de 1999, com exclusividade no horário nobre da VH1 e trazia o slogan: "Eles foram vistos por 500 mil em Woodstock, mas ninguem ouviu falar neles de novo". O filme atingiu a maior audiência do canal no ano, ficando a frente do concerto anual VH1 Divas que ano anterior havia fechado como a atração de maior sucesso do canal. Como resultado, o filme passou a ser exibido semanalmente acompanhado de um documentário especial que mostrava os bastidores e depoimentos do elenco e dos membros originais da banda. O videoclipe de Motherless Child e  posteriormente o de In a Rainbow entraram para a grade de clipes do canal.
Em dezembro de 1999, o filme foi lançado no formato VHS e distribuído pela Paramount. O álbum com a trilha sonora foi lançado em uma edição limitada no mesmo ano. O sucesso do filme também encorajou a VH1 a continuar com a produção de longa-metragens, como o "Two of Us", que focalizou em um fictício encontro entre John Lennon e Paul McCartney. O canal chegou a produzir mais seis filmes, porém nenhum deles repetiu o sucesso de Sweetwater. Anos depois, a sessão "Movies That Rock" passou a exibir não apenas filmes produzidos pelo VH1.
Devido a grande exposição do filme, a banda Sweetwater voltou a fazer concertos ao vivo numa reunião depois de vários anos sem se encontrarem. Desde então, eles voltaram ao mercado musical, lançando álbuns com seus antigos sucessos e também com músicas inéditas. Na atual formação permanecem três integrantes originais: Nansi Nevins, como vocalista, Alex Del Zoppo, o tecladista e Fred Herrera, baixista.
No Brasil, com o título de Na Estrada do Rock, o filme foi lançado em VHS e teve sua estréia no canal pago Telecine. Também foi exibido na Rede Globo e ganhou constantes exibições no canal TNT.